# تناظر النجولي
وُلدت  تناظر محمد مصطفى النجولي في قرية الناصرية بمركز سمنود بمحافظة الغربية، مصر. فقدت بصرها عندما أصيبت بالحصبة. عُدت أقدم قارئة بالغربية وجلست نحو سبعين عامًا يُعرض عليها القرآن وتُصححه وتُجيز بالقراءات العشر. كان يقصدها طلبة العلم من داخل مصر وخارجها.